# Fernanda Pereira da Costa
Fernanda Pereira da Costa é uma ex-lutadora de sumô brasileira. Em 2004, ela tornou-se campeã mundial da modalidade, na categoria Peso-Pesado, se juntando a Claudio Ikemori como os 2 únicos brasileiros campeões mundiais de sumô.